# Kokopo
Kokopo é a capital da  província do Nova Bretanha Oriental, na Papua Nova Guiné.